# Toño Jubera
José Antonio Sáenz de Jubera Martínez más conocido como Toño Jubera (n. Logroño, España; 14 de julio de 1974) es un futbolista español que se desempeñaba como centrocampista.

## Clubes
| Club                   | País   | Año         |
| ---------------------- | ------ | ----------- |
| Logroñés               | España | 1994 - 1999 |
| Granada                | España | 1999 - 2000 |
| Compostela             | España | 2000 - 2001 |
| Gimnàstic de Tarragona | España | 2001 - 2002 |
| Terrassa               | España | 2002 - 2004 |